# 錫耶夫克嶺

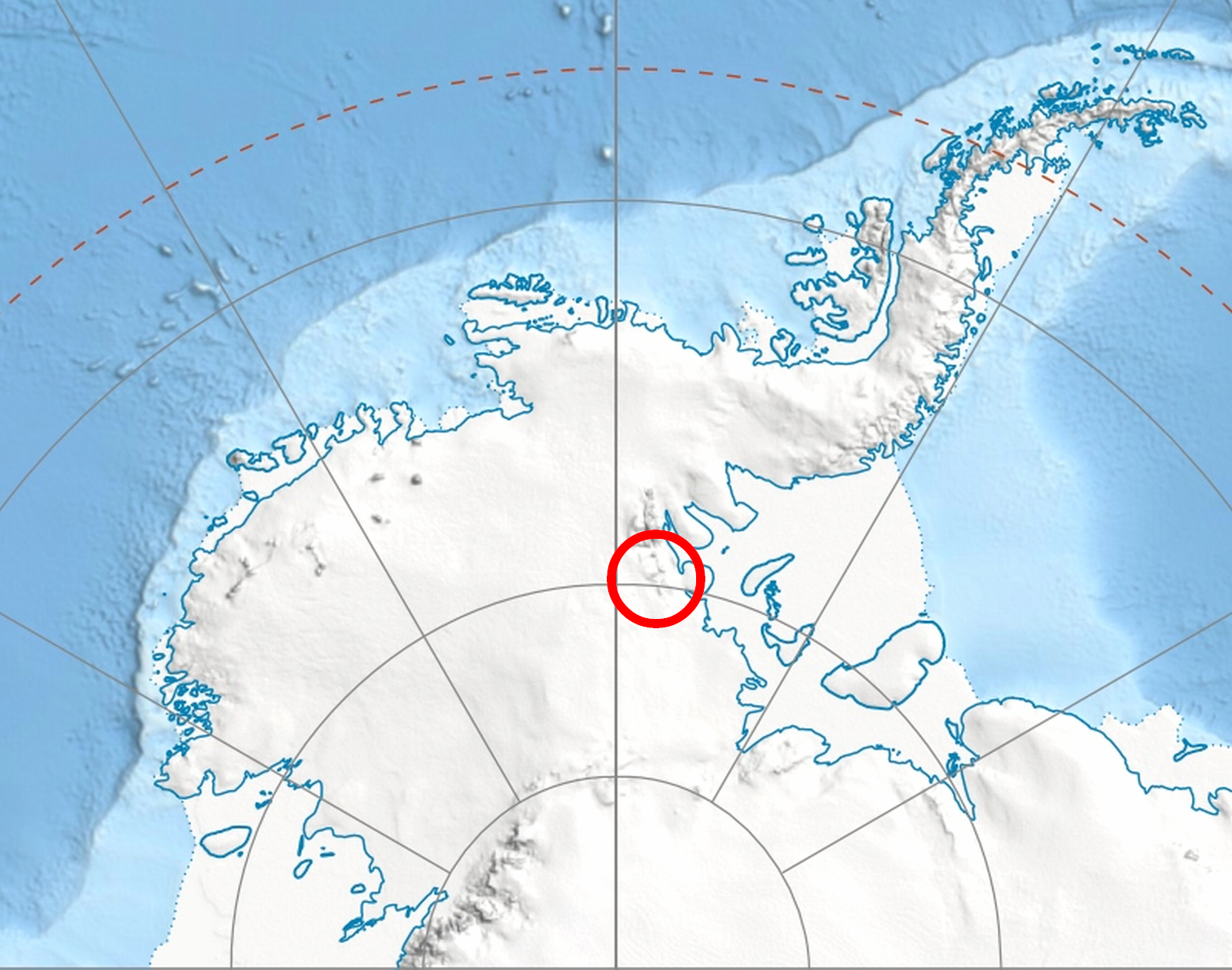

79°9′S 85°19′W / 79.150°S 85.317°W
錫耶夫克嶺（英語：Siefker Ridge）是南極洲的山嶺，位於埃爾斯沃思地，屬於赫里蒂奇嶺中安德森山塊的一部分，長10公里，由明尼蘇達大學地質學會繪入地圖，現時由南極條約體系管理。